# 国道446号

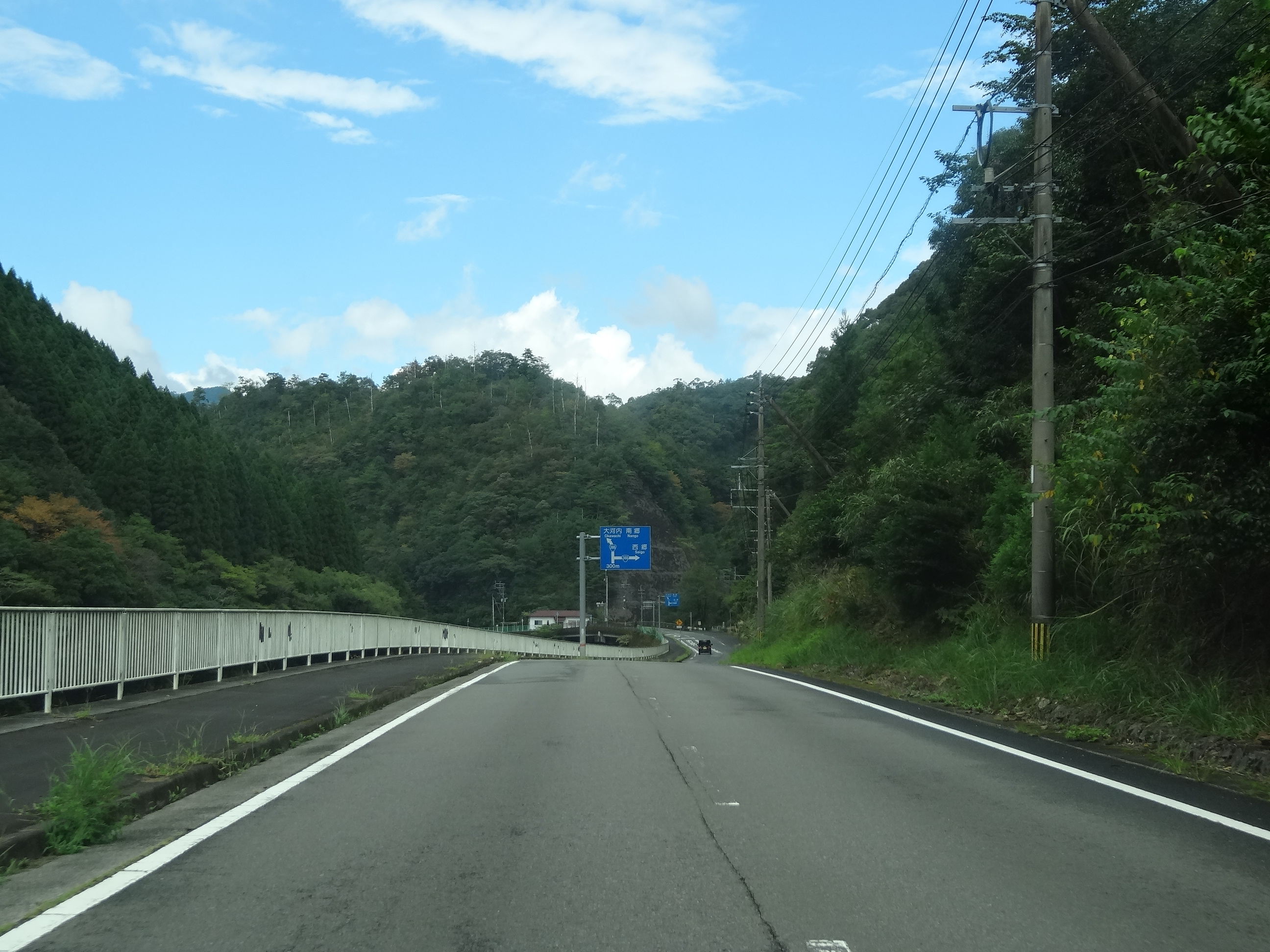
宮崎県東臼杵郡美郷町南郷区・国道388号との合流点付近（熊本県方面）

国道446号（こくどう446ごう）は、宮崎県日向市から熊本県球磨郡湯前町に至る一般国道である。

## 概要
大部分が国道388号と国道327号の重用区間であり、単独区間は日向市東郷町 - 東臼杵郡美郷町南郷区間の約21 kmに限られる。
1982年（昭和57年）の指定当初は東臼杵郡美郷町南郷区以西の大河内越・湯山峠も国道446号の単独区間であったが、1993年（平成5年）に国道388号が延長指定され、当該区間は国道388号の重用区間となった。2009年（平成21年）現在、宮崎県の資料（道路現況調書）では東臼杵郡美郷町南郷区以西が国道388号の単独区間として扱われている。
なお、似たような例として新潟県の国道404号がある。また、四国の国道492号も大半が本国道より若い番号の国道との重用区間で、この国道同様単独区間はわずかしか認められていないが、こちらは指定当時からこの区間のみであった。

### 路線データ
一般国道の路線を指定する政令に基づく起終点および重要な経過地は次のとおり。
- 起点：日向市（新生町交差点 = 国道10号交点、国道327号起点、国道503号・宮崎県道23号細島港線終点）
- 終点：熊本県球磨郡湯前町（国道219号交点、国道388号・熊本県道43号錦湯前線・宮崎県道・熊本県道142号上椎葉湯前線・熊本県道161号五木湯前線終点）
- 重要な経過地：宮崎県東臼杵郡東郷町[注釈 3]、同郡南郷村[注釈 4]、同郡椎葉村
- 総延長 : 102.2 km（熊本県 18.2 km、宮崎県 84.0 km）[2][注釈 5]
- 重用延長 : 81.5 km（熊本県 18.2 km、宮崎県 63.3 km）[2][注釈 5]
- 未供用延長 : なし[2][注釈 5]
- 実延長 : 20.8 km（熊本県 - km、宮崎県 20.8 km）[2][注釈 5]
  - 現道 : 20.8 km（熊本県 - km、宮崎県 20.8 km）[2][注釈 5]
  - 旧道 : なし[2][注釈 5]
  - 新道 : なし[2][注釈 5]
- 指定区間：なし[3]

## 歴史
- 1982年（昭和57年）4月1日 - 一般国道446号として路線指定施行[4]。熊本県道・宮崎県道13号人吉日向線の大半を国道としたもの。
- 1993年（平成5年）4月1日 - 国道388号の延長指定により宮崎県東臼杵郡美郷町南郷区 - 熊本県球磨郡湯前町（終点）間が国道388号の重用区間となる[5]。
- 2024年（令和6年）8月29日 - 台風10号に伴う集中豪雨により日向市東郷町地内の小丸川が増水。国道の路盤が洗掘を受けて崩落して通行止となった[6]。

## 路線状況

### 重複区間
- 国道327号・国道503号（宮崎県日向市新生町1丁目・新生町交差点（起点） - 日向市東郷町山陰辛・鶴野内交差点）
- 国道388号（宮崎県東臼杵郡美郷町南郷水清谷 - 熊本県球磨郡湯前町中里（終点））
- 国道265号（宮崎県東臼杵郡椎葉村大字大河内）

### 道路施設

#### 橋梁
- 宮崎県
  - 富高橋（富高川、日向市、国道327号重複区間内）
  - 新東郷橋（耳川、日向市）
  - 奥神野橋（東臼杵郡美郷町）
- 熊本県
  - 奥球磨ループ橋（球磨郡湯前町、国道388号重複区間内）

#### トンネル
- 宮崎県
  - 鎌柄トンネル：延長140 m、1969年（昭和44年）竣工、日向市

#### 道の駅
- 宮崎県
  - とうごう（日向市東郷町、国道327号重複区間内）

## 地理

### 通過する自治体
- 宮崎県
  - 日向市 - 東臼杵郡美郷町 - 東臼杵郡椎葉村
- 熊本県
  - 球磨郡水上村 - 球磨郡湯前町

### 交差する道路
| 交差する道路 | 市町村名 | 市町村名 | 市町村名 | 交差する場所       | 交差する場所        |
| --- | -------- | -------- | -------- | ------------------ | ------------------- |
| 国道10号 国道327号 重複区間起点 国道503号 重複区間起点 宮崎県道23号細島港線                                                                 | 宮崎県   | 日向市   | 日向市   | 新生町1丁目        | 新生町交差点 / 起点 |
| 宮崎県道51号中野原美々津線 | 宮崎県   | 日向市   | 日向市   | 東郷町山陰乙       |                     |
| 国道327号 重複区間終点 国道503号 重複区間終点                                                                                               | 宮崎県   | 日向市   | 日向市   | 東郷町山陰辛       | 鶴野内交差点        |
| 宮崎県道22号東郷西都線 | 宮崎県   | 日向市   | 日向市   | 東郷町下三ケ       |                     |
| 国道388号 重複区間起点 | 宮崎県   | 東臼杵郡 | 美郷町   | 南郷水清谷         |                     |
| 宮崎県道39号西都南郷線 | 宮崎県   | 東臼杵郡 | 美郷町   | 南郷神門（みかど） |                     |
| 国道265号 重複区間起点 | 宮崎県   | 東臼杵郡 | 椎葉村   | 大字大河内         |                     |
| 国道265号 重複区間終点 | 宮崎県   | 東臼杵郡 | 椎葉村   | 大字大河内         |                     |
| 宮崎県道・熊本県道142号上椎葉湯前線 重複区間起点                                                                                            | 熊本県   | 球磨郡   | 水上村   | 大字岩野           |                     |
| 熊本県道264号幸野染田線 | 熊本県   | 球磨郡   | 水上村   | 大字岩野           |                     |
| 熊本県道33号人吉水上線 熊本県道161号五木湯前線 重複区間起点                                                                                 | 熊本県   | 球磨郡   | 水上村   | 大字岩野           |                     |
| 国道219号 国道388号 重複区間終点 熊本県道43号錦湯前線 宮崎県道・熊本県道142号上椎葉湯前線 重複区間終点 熊本県道161号五木湯前線 重複区間終点 | 熊本県   | 球磨郡   | 湯前町   | 中里               | 終点                |

### 交差する鉄道
- 日豊本線

### 峠
- 宮崎県
  - 大河内越（東臼杵郡椎葉村、国道388号重複区間内）
- 熊本県
  - 湯山峠（球磨郡水上村、国道388号重複区間内）